# Descendentes de Cristiano IX da Dinamarca e Vitória do Reino Unido
Os descendentes reais de Vitória do Reino Unido (1819–1901) e Cristiano IX da Dinamarca (1818–1906) são numerosos e pertencem à mais diversas casas reais do continente europeu, a maior parte deles ocupando atualmente os tronos de Bélgica, Dinamarca, Espanha, Luxemburgo, Noruega, Reino Unido e Suécia. À época da eclosão da Primeira Guerra Mundial, netos de ambos os monarcas ocupavam os tronos da Dinamarca, Grécia, Noruega, Alemanha, Romênia, Rússia, Espanha e Reino Unido. Por isso, Vitória foi apelidada de "Avó da Europa" e Cristiano IX de "Sogro da Europa".

## Netos
Vitória negociou o casamento de seu herdeiro aparente Eduardo, Príncipe de Gales (coroado como "Eduardo VII" em 1901) com Alexandra da Dinamarca, filha mais velha de Cristiano IX. O casamento foi realizado em 10 de março de 1863 e rendeu-lhes seis filhos, dentre os quais Jorge V do Reino Unido e Maud de Gales (que se casaria com seu primo Haakon VII da Noruega, outro neto de Cristiano IX, em 22 de julho de 1896). No entanto, esses dois casamentos não foram as únicas uniões entre descendentes de Vitória e Cristiano IX.
O segundo filho de Cristiano IX, o Príncipe Guilherme, tornou-se Rei da Grécia como Jorge I logo após o casamento de sua irmã Alexandra devido à esta recente ligação com a família real britânica. Em 27 de outubro de 1889, seu filho Príncipe Constantino casou-se com Sofia da Prússia, filha de Vitória, Princesa Real e neta de Vitória, estabelecendo outra união entre os descendentes da rainha britânica e do rei dinamarquês.
Em 1865, a segunda filha de Cristiano IX, a princesa Dagmar da Dinamarca celebrou seu noivado com o Czarevich Nicolau Alexandrovich, filho e herdeiro aparente de Alexandre II da Rússia. Após a morte prematura de seu noivo, Dagmar casou-se com o irmão mais novo, o Czarevich Alexandre em 1866, adotando o nome russo de "Maria Feodorovna". Seu filho, Nicolau II da Rússia, casou-se com Alice de Hesse e Reno, outra neta da Rainha Vitória, em 26 de novembro de 1894.
Os demais netos tornaram-se monarcas por direito próprio ou consortes de outros monarcas. Cristiano X da Dinamarca era o irmão mais velho de Haakon VII da Noruega e, portanto, outro neto de Cristiano IX da Dinamarca. Guilherme II, Imperador Alemão e Rei da Prússia, era o irmão mais velho de Sofia da Prússia e, portanto, outro neto reinante de Vitória. Enfim, Rainha Vitória teve mais duas netas que se tornaram rainhas: Maria de Edimburgo, que se casou com Fernando I da Romênia, e Vitória Eugênia de Battenberg, que se casou com Afonso XIII de Espanha.
Cristiano IX foi, portanto, o avô de um imperador e dois reis que se casaram com netas de Vitória, uma das quais (Maud de Gales) também era neta de Cristiano IX. No total, cinco de seus netos eram soberanos reinantes. Vitória, por sua vez, era avó de um imperador, um rei-imperador, quatro rainhas-consortes e uma imperatriz-consorte.

### Árvore genealógica
A árvore genealógica abaixo destaca o parentesco entre netos de Vitória e Cristiano IX.
| \| \| \| \| \| \| \| \| \| \| \| \| \| \| \| \| \| Cristiano IX da Dinamarca (1818-1906) \| Cristiano IX da Dinamarca (1818-1906) \| Cristiano IX da Dinamarca (1818-1906) \| Cristiano IX da Dinamarca (1818-1906) \| Cristiano IX da Dinamarca (1818-1906) \| Cristiano IX da Dinamarca (1818-1906) \| \| \| \| \| \| \| \| \| \| \| \| \| \| \| \| \| \| \| \| \| \| \| \| \| \| \| Vitória do Reino Unido (1819-1901) \| Vitória do Reino Unido (1819-1901) \| Vitória do Reino Unido (1819-1901) \| Vitória do Reino Unido (1819-1901) \| Vitória do Reino Unido (1819-1901) \| Vitória do Reino Unido (1819-1901) \| \| \| \| \| \| \| \| \| \| \| \| \| \| \| \| \| \| \| \| \| \| \| \| \| \| \| \| \| \| \| \| \| \| \| \| \| \| \| \| \| \| \| \| \| \| \| \| \| \| \| \| \| \| \| \| \| \| \| \| \| \| Cristiano IX da Dinamarca (1818-1906) \| Cristiano IX da Dinamarca (1818-1906) \| Cristiano IX da Dinamarca (1818-1906) \| Cristiano IX da Dinamarca (1818-1906) \| Cristiano IX da Dinamarca (1818-1906) \| Cristiano IX da Dinamarca (1818-1906) \| \| \| \| \| \| \| \| \| \| \| \| \| \| \| \| \| \| \| \| \| \| \| \| \| \| \| Vitória do Reino Unido (1819-1901) \| Vitória do Reino Unido (1819-1901) \| Vitória do Reino Unido (1819-1901) \| Vitória do Reino Unido (1819-1901) \| Vitória do Reino Unido (1819-1901) \| Vitória do Reino Unido (1819-1901) \| \| \| \| \| \| \| \| \| \| \| \| \| \| \| \| \| \| \| \| \| \| \| \| \| \| \| \| \| \| \| \| \| \| \| \| \| \| \| \| \| \| \| \| \| \| \| \| \| \| \| \| \| \| \| \| \| \| \| \| \| \| \| \| \| \| \| \| \| \| \| \| \| \| \| \| \| \| \| \| \| \| \| \| \| \| \| \| \| \| \| \| \| \| \| \| \| \| \| \| \| \| \| \| \| \| \| \| \| \| \| \| \| \| \| \| \| \| \| \| \| \| \| \| \| \| \| \| \| \| \| \| \| \| \| \| \| \| \| \| \| \| \| \| \| Dagmar da Dinamarca (1947-1928) \| Dagmar da Dinamarca (1947-1928) \| Dagmar da Dinamarca (1947-1928) \| Dagmar da Dinamarca (1947-1928) \| Dagmar da Dinamarca (1947-1928) \| Dagmar da Dinamarca (1947-1928) \| \| \| Jorge I da Grécia (1845-1913) \| Jorge I da Grécia (1845-1913) \| Jorge I da Grécia (1845-1913) \| Jorge I da Grécia (1845-1913) \| Jorge I da Grécia (1845-1913) \| Jorge I da Grécia (1845-1913) \| \| \| Frederico VIII da Dinamarca (1843-1912) \| Frederico VIII da Dinamarca (1843-1912) \| Frederico VIII da Dinamarca (1843-1912) \| Frederico VIII da Dinamarca (1843-1912) \| Frederico VIII da Dinamarca (1843-1912) \| Frederico VIII da Dinamarca (1843-1912) \| \| \| \| \| \| \| \| \| \| \| Alexandra da Dinamarca (1844-1925) \| Alexandra da Dinamarca (1844-1925) \| Alexandra da Dinamarca (1844-1925) \| Alexandra da Dinamarca (1844-1925) \| Alexandra da Dinamarca (1844-1925) \| Alexandra da Dinamarca (1844-1925) \| \| \| Eduardo VII do Reino Unido (1841-1910) \| Eduardo VII do Reino Unido (1841-1910) \| Eduardo VII do Reino Unido (1841-1910) \| Eduardo VII do Reino Unido (1841-1910) \| Eduardo VII do Reino Unido (1841-1910) \| Eduardo VII do Reino Unido (1841-1910) \| \| \| Vitória Princesa Real Imperatriz da Alemanha (1840-1901) \| Vitória Princesa Real Imperatriz da Alemanha (1840-1901) \| Vitória Princesa Real Imperatriz da Alemanha (1840-1901) \| Vitória Princesa Real Imperatriz da Alemanha (1840-1901) \| Vitória Princesa Real Imperatriz da Alemanha (1840-1901) \| Vitória Princesa Real Imperatriz da Alemanha (1840-1901) \| \| \| \| \| \| \| \| \| \| \| Alice Grã-Duquesa de Hesse (1843-1878) \| Alice Grã-Duquesa de Hesse (1843-1878) \| Alice Grã-Duquesa de Hesse (1843-1878) \| Alice Grã-Duquesa de Hesse (1843-1878) \| Alice Grã-Duquesa de Hesse (1843-1878) \| Alice Grã-Duquesa de Hesse (1843-1878) \| \| \| Alfredo Duque de Saxe-Coburgo-Gota (1844-1900) \| Alfredo Duque de Saxe-Coburgo-Gota (1844-1900) \| Alfredo Duque de Saxe-Coburgo-Gota (1844-1900) \| Alfredo Duque de Saxe-Coburgo-Gota (1844-1900) \| Alfredo Duque de Saxe-Coburgo-Gota (1844-1900) \| Alfredo Duque de Saxe-Coburgo-Gota (1844-1900) \| \| \| Beatriz Princesa de Battenberg (1857-1944) \| Beatriz Princesa de Battenberg (1857-1944) \| Beatriz Princesa de Battenberg (1857-1944) \| Beatriz Princesa de Battenberg (1857-1944) \| Beatriz Princesa de Battenberg (1857-1944) \| Beatriz Princesa de Battenberg (1857-1944) \| \| \| \| \| \| \| \| \| \| \| \| \| \| Dagmar da Dinamarca (1947-1928) \| Dagmar da Dinamarca (1947-1928) \| Dagmar da Dinamarca (1947-1928) \| Dagmar da Dinamarca (1947-1928) \| Dagmar da Dinamarca (1947-1928) \| Dagmar da Dinamarca (1947-1928) \| \| \| Jorge I da Grécia (1845-1913) \| Jorge I da Grécia (1845-1913) \| Jorge I da Grécia (1845-1913) \| Jorge I da Grécia (1845-1913) \| Jorge I da Grécia (1845-1913) \| Jorge I da Grécia (1845-1913) \| \| \| Frederico VIII da Dinamarca (1843-1912) \| Frederico VIII da Dinamarca (1843-1912) \| Frederico VIII da Dinamarca (1843-1912) \| Frederico VIII da Dinamarca (1843-1912) \| Frederico VIII da Dinamarca (1843-1912) \| Frederico VIII da Dinamarca (1843-1912) \| \| \| \| \| \| \| \| \| \| \| Alexandra da Dinamarca (1844-1925) \| Alexandra da Dinamarca (1844-1925) \| Alexandra da Dinamarca (1844-1925) \| Alexandra da Dinamarca (1844-1925) \| Alexandra da Dinamarca (1844-1925) \| Alexandra da Dinamarca (1844-1925) \| \| \| Eduardo VII do Reino Unido (1841-1910) \| Eduardo VII do Reino Unido (1841-1910) \| Eduardo VII do Reino Unido (1841-1910) \| Eduardo VII do Reino Unido (1841-1910) \| Eduardo VII do Reino Unido (1841-1910) \| Eduardo VII do Reino Unido (1841-1910) \| \| \| Vitória Princesa Real Imperatriz da Alemanha (1840-1901) \| Vitória Princesa Real Imperatriz da Alemanha (1840-1901) \| Vitória Princesa Real Imperatriz da Alemanha (1840-1901) \| Vitória Princesa Real Imperatriz da Alemanha (1840-1901) \| Vitória Princesa Real Imperatriz da Alemanha (1840-1901) \| Vitória Princesa Real Imperatriz da Alemanha (1840-1901) \| \| \| \| \| \| \| \| \| \| \| Alice Grã-Duquesa de Hesse (1843-1878) \| Alice Grã-Duquesa de Hesse (1843-1878) \| Alice Grã-Duquesa de Hesse (1843-1878) \| Alice Grã-Duquesa de Hesse (1843-1878) \| Alice Grã-Duquesa de Hesse (1843-1878) \| Alice Grã-Duquesa de Hesse (1843-1878) \| \| \| Alfredo Duque de Saxe-Coburgo-Gota (1844-1900) \| Alfredo Duque de Saxe-Coburgo-Gota (1844-1900) \| Alfredo Duque de Saxe-Coburgo-Gota (1844-1900) \| Alfredo Duque de Saxe-Coburgo-Gota (1844-1900) \| Alfredo Duque de Saxe-Coburgo-Gota (1844-1900) \| Alfredo Duque de Saxe-Coburgo-Gota (1844-1900) \| \| \| Beatriz Princesa de Battenberg (1857-1944) \| Beatriz Princesa de Battenberg (1857-1944) \| Beatriz Princesa de Battenberg (1857-1944) \| Beatriz Princesa de Battenberg (1857-1944) \| Beatriz Princesa de Battenberg (1857-1944) \| Beatriz Princesa de Battenberg (1857-1944) \| \| \| \| \| \| \| \| \| \| \| \| \| \| \| \| \| \| \| \| \| \| \| \| \| \| \| \| \| \| \| \| \| \| \| \| \| \| \| \| \| \| \| \| \| \| \| \| \| \| \| \| \| \| \| \| \| \| \| \| \| \| \| \| \| \| \| \| \| \| \| \| \| \| \| \| \| \| \| \| \| \| \| \| \| \| \| \| \| \| \| \| \| \| \| \| \| \| \| \| \| \| \| \| \| \| \| \| \| \| \| \| \| \| \| \| \| \| \| \| \| \| \| \| \| \| \| \| \| \| \| \| \| \| \| \| \| \| \| \| \| \| \| \| \| \| \| \| \| \| \| \| \| \| \| \| \| \| \| \| \| \| \| \| \| \| \| \| \| \| \| \| \| \| \| \| \| \| \| \| \| \| \| \| \| \| \| \| \| \| \| \| \| \| \| \| \| \| \| \| \| \| \| \| \| \| \| \| \| \| \| \| Nicolau II da Rússia \| Nicolau II da Rússia \| Nicolau II da Rússia \| Nicolau II da Rússia \| Nicolau II da Rússia \| Nicolau II da Rússia \| \| \| Constantino I da Grécia \| Constantino I da Grécia \| Constantino I da Grécia \| Constantino I da Grécia \| Constantino I da Grécia \| Constantino I da Grécia \| \| \| Cristiano X da Dinamarca \| Cristiano X da Dinamarca \| Cristiano X da Dinamarca \| Cristiano X da Dinamarca \| Cristiano X da Dinamarca \| Cristiano X da Dinamarca \| \| \| Haakon VII da Noruega \| Haakon VII da Noruega \| Haakon VII da Noruega \| Haakon VII da Noruega \| Haakon VII da Noruega \| Haakon VII da Noruega \| \| \| Maud Rainha da Noruega \| Maud Rainha da Noruega \| Maud Rainha da Noruega \| Maud Rainha da Noruega \| Maud Rainha da Noruega \| Maud Rainha da Noruega \| \| \| Jorge V do Reino Unido \| Jorge V do Reino Unido \| Jorge V do Reino Unido \| Jorge V do Reino Unido \| Jorge V do Reino Unido \| Jorge V do Reino Unido \| \| \| Guilherme II da Alemanha \| Guilherme II da Alemanha \| Guilherme II da Alemanha \| Guilherme II da Alemanha \| Guilherme II da Alemanha \| Guilherme II da Alemanha \| \| \| Sofia Rainha da Grécia \| Sofia Rainha da Grécia \| Sofia Rainha da Grécia \| Sofia Rainha da Grécia \| Sofia Rainha da Grécia \| Sofia Rainha da Grécia \| \| \| Alice Imperatriz da Rússia \| Alice Imperatriz da Rússia \| Alice Imperatriz da Rússia \| Alice Imperatriz da Rússia \| Alice Imperatriz da Rússia \| Alice Imperatriz da Rússia \| \| \| Maria Rainha da Romênia \| Maria Rainha da Romênia \| Maria Rainha da Romênia \| Maria Rainha da Romênia \| Maria Rainha da Romênia \| Maria Rainha da Romênia \| \| \| Vitória Eugénia Rainha de Espanha \| Vitória Eugénia Rainha de Espanha \| Vitória Eugénia Rainha de Espanha \| Vitória Eugénia Rainha de Espanha \| Vitória Eugénia Rainha de Espanha \| Vitória Eugénia Rainha de Espanha \| \| \| \| \| \| \| \| \| \| \| \| \| \| Nicolau II da Rússia \| Nicolau II da Rússia \| Nicolau II da Rússia \| Nicolau II da Rússia \| Nicolau II da Rússia \| Nicolau II da Rússia \| \| \| Constantino I da Grécia \| Constantino I da Grécia \| Constantino I da Grécia \| Constantino I da Grécia \| Constantino I da Grécia \| Constantino I da Grécia \| \| \| Cristiano X da Dinamarca \| Cristiano X da Dinamarca \| Cristiano X da Dinamarca \| Cristiano X da Dinamarca \| Cristiano X da Dinamarca \| Cristiano X da Dinamarca \| \| \| Haakon VII da Noruega \| Haakon VII da Noruega \| Haakon VII da Noruega \| Haakon VII da Noruega \| Haakon VII da Noruega \| Haakon VII da Noruega \| \| \| Maud Rainha da Noruega \| Maud Rainha da Noruega \| Maud Rainha da Noruega \| Maud Rainha da Noruega \| Maud Rainha da Noruega \| Maud Rainha da Noruega \| \| \| Jorge V do Reino Unido \| Jorge V do Reino Unido \| Jorge V do Reino Unido \| Jorge V do Reino Unido \| Jorge V do Reino Unido \| Jorge V do Reino Unido \| \| \| Guilherme II da Alemanha \| Guilherme II da Alemanha \| Guilherme II da Alemanha \| Guilherme II da Alemanha \| Guilherme II da Alemanha \| Guilherme II da Alemanha \| \| \| Sofia Rainha da Grécia \| Sofia Rainha da Grécia \| Sofia Rainha da Grécia \| Sofia Rainha da Grécia \| Sofia Rainha da Grécia \| Sofia Rainha da Grécia \| \| \| Alice Imperatriz da Rússia \| Alice Imperatriz da Rússia \| Alice Imperatriz da Rússia \| Alice Imperatriz da Rússia \| Alice Imperatriz da Rússia \| Alice Imperatriz da Rússia \| \| \| Maria Rainha da Romênia \| Maria Rainha da Romênia \| Maria Rainha da Romênia \| Maria Rainha da Romênia \| Maria Rainha da Romênia \| Maria Rainha da Romênia \| \| \| Vitória Eugénia Rainha de Espanha \| Vitória Eugénia Rainha de Espanha \| Vitória Eugénia Rainha de Espanha \| Vitória Eugénia Rainha de Espanha \| Vitória Eugénia Rainha de Espanha \| Vitória Eugénia Rainha de Espanha \| \| \| \| \| \| \| \| \| \| \| \| \| \| \| \| \| \| \| \| \| \| \| \| \| \| \| \| \| \| \| \| \| \| \| \| \| \| \| \| \| \| \| \| \| \| \| \| \| \| \| \| \| \| \| \| \| \| \| \| \| \| \| \| \| \| \| \| \| \| \| \| \| \| \| \| \| \| \| \| \| \| \| \| \| \| \| \| \| \| \| \| \| \| \| \| \| \| \| \| \| \| \| \| \| \| \| \| \| \| \| \| \| \| \| \| \| \| \| \| \| \| \| \| \| \| \| \| \| \| \| \| \| \| \| \| \| \| \| \| \| \| \| \| \| \| \| \| \| \| \| \| \| \| \| \| \| \| \| \| \| \| \| \| \| \| \| \| \| \| \| \| \| \| \| \| \| \| \| \| \| \| \| \| \| \| \| \| \| \| \| \| \| \| \| \| \| \| \| \| \| \| \| \| \| \| \| \| \| \| \| \| \| \| \| \| \| \| \| \| \| \| \| \| \| \| \| \| \| \| \| \| \| \| \| \| \| \| \| \| \| \| \| \| \| \| \| \| \| \| \| \| \| \| \| \| \| \| \| \| \| \| \| \| \| \| \| \| \| \| \| \| \| \| \| \| \| \| \| \| \| \| \| \| \| \| \| \| \| \| \| \| \| \| \| \| \| \| \| \| \| \| \| \| \| \| \| \| \| \| \| \| \| \| \| \| \| \| \| \| \| \| \| \| \| \| \| \| \| \| \| \| \| \| \| \| \| \| \| \| \| \| \| \| \| \| \| \| \| \| \| \| \| \| \| \| \| \| \| \| \| \| \| \| \| \| \| \| \| \| \| \| \| \| \| \| \| \| \| \| \| \| \| \| \| \| \| \| \| \| \| \| \| \| \| \| \| \| \| \| \| \| \| \| \| \| \| \| \| \| \| \| \| \| \| \| \| \| \| \| \| \| \| \| \| \| \| \| \| \| \| \| \| \| \| \| \| \| \| \| \| \| \| \| \| \| \| \| \| \| \| \| \| \| \| \| \| \| \| \| \| \| \| \| \| \| \| \| \| \| \| \| \| \| \| \| \| \| \| \| \| \| \| \| \| \| \| \| \| \| \| \| \| \| \| \| \| \| \| \| \| \| \| \| \| \| \| \| |                                 |                                 |                                 |                                 |                                 |  |  |                               |                               |                               |                               |                               |                               |  |  |                                         |                                         |                                         |                                         |                                         |                                         |  |  |                       |                       |                       |                       |                       |                       |  |  |                                    |                                    |                                    |                                    |                                    |                                    |  |  |                                        |                                        |                                        |                                        |                                        |                                        |  |  |                                                          |                                                          |                                                          |                                                          |                                                          |                                                          |  |  |                        |                        |                        |                        |                        |                        |  |  |                                        |                                        |                                        |                                        |                                        |                                        |  |  |                                                |                                                |                                                |                                                |                                                |                                                |  |  |                                            |                                            |                                            |                                            |                                            |                                            |  |  |  |  |  |  |  |  |  |  |  |  |
| |                                 |                                 |                                 |                                 |                                 |  |  |                               |                               |                               |                               |                               |                               |  |  | Cristiano IX da Dinamarca (1818-1906)   | Cristiano IX da Dinamarca (1818-1906)   | Cristiano IX da Dinamarca (1818-1906)   | Cristiano IX da Dinamarca (1818-1906)   | Cristiano IX da Dinamarca (1818-1906)   | Cristiano IX da Dinamarca (1818-1906)   |  |  |                       |                       |                       |                       |                       |                       |  |  |                                    |                                    |                                    |                                    |                                    |                                    |  |  |                                        |                                        |                                        |                                        |                                        |                                        |  |  | Vitória do Reino Unido (1819-1901)                       | Vitória do Reino Unido (1819-1901)                       | Vitória do Reino Unido (1819-1901)                       | Vitória do Reino Unido (1819-1901)                       | Vitória do Reino Unido (1819-1901)                       | Vitória do Reino Unido (1819-1901)                       |  |  |                        |                        |                        |                        |                        |                        |  |  |                                        |                                        |                                        |                                        |                                        |                                        |  |  |                                                |                                                |                                                |                                                |                                                |                                                |  |  |                                            |                                            |                                            |                                            |                                            |                                            |  |  |  |  |  |  |  |  |  |  |  |  |
| |                                 |                                 |                                 |                                 |                                 |  |  |                               |                               |                               |                               |                               |                               |  |  | Cristiano IX da Dinamarca (1818-1906)   | Cristiano IX da Dinamarca (1818-1906)   | Cristiano IX da Dinamarca (1818-1906)   | Cristiano IX da Dinamarca (1818-1906)   | Cristiano IX da Dinamarca (1818-1906)   | Cristiano IX da Dinamarca (1818-1906)   |  |  |                       |                       |                       |                       |                       |                       |  |  |                                    |                                    |                                    |                                    |                                    |                                    |  |  |                                        |                                        |                                        |                                        |                                        |                                        |  |  | Vitória do Reino Unido (1819-1901)                       | Vitória do Reino Unido (1819-1901)                       | Vitória do Reino Unido (1819-1901)                       | Vitória do Reino Unido (1819-1901)                       | Vitória do Reino Unido (1819-1901)                       | Vitória do Reino Unido (1819-1901)                       |  |  |                        |                        |                        |                        |                        |                        |  |  |                                        |                                        |                                        |                                        |                                        |                                        |  |  |                                                |                                                |                                                |                                                |                                                |                                                |  |  |                                            |                                            |                                            |                                            |                                            |                                            |  |  |  |  |  |  |  |  |  |  |  |  |
| |                                 |                                 |                                 |                                 |                                 |  |  |                               |                               |                               |                               |                               |                               |  |  |                                         |                                         |                                         |                                         |                                         |                                         |  |  |                       |                       |                       |                       |                       |                       |  |  |                                    |                                    |                                    |                                    |                                    |                                    |  |  |                                        |                                        |                                        |                                        |                                        |                                        |  |  |                                                          |                                                          |                                                          |                                                          |                                                          |                                                          |  |  |                        |                        |                        |                        |                        |                        |  |  |                                        |                                        |                                        |                                        |                                        |                                        |  |  |                                                |                                                |                                                |                                                |                                                |                                                |  |  |                                            |                                            |                                            |                                            |                                            |                                            |  |  |  |  |  |  |  |  |  |  |  |  |
| Dagmar da Dinamarca (1947-1928) | Dagmar da Dinamarca (1947-1928) | Dagmar da Dinamarca (1947-1928) | Dagmar da Dinamarca (1947-1928) | Dagmar da Dinamarca (1947-1928) | Dagmar da Dinamarca (1947-1928) |  |  | Jorge I da Grécia (1845-1913) | Jorge I da Grécia (1845-1913) | Jorge I da Grécia (1845-1913) | Jorge I da Grécia (1845-1913) | Jorge I da Grécia (1845-1913) | Jorge I da Grécia (1845-1913) |  |  | Frederico VIII da Dinamarca (1843-1912) | Frederico VIII da Dinamarca (1843-1912) | Frederico VIII da Dinamarca (1843-1912) | Frederico VIII da Dinamarca (1843-1912) | Frederico VIII da Dinamarca (1843-1912) | Frederico VIII da Dinamarca (1843-1912) |  |  |                       |                       |                       |                       |                       |                       |  |  | Alexandra da Dinamarca (1844-1925) | Alexandra da Dinamarca (1844-1925) | Alexandra da Dinamarca (1844-1925) | Alexandra da Dinamarca (1844-1925) | Alexandra da Dinamarca (1844-1925) | Alexandra da Dinamarca (1844-1925) |  |  | Eduardo VII do Reino Unido (1841-1910) | Eduardo VII do Reino Unido (1841-1910) | Eduardo VII do Reino Unido (1841-1910) | Eduardo VII do Reino Unido (1841-1910) | Eduardo VII do Reino Unido (1841-1910) | Eduardo VII do Reino Unido (1841-1910) |  |  | Vitória Princesa Real Imperatriz da Alemanha (1840-1901) | Vitória Princesa Real Imperatriz da Alemanha (1840-1901) | Vitória Princesa Real Imperatriz da Alemanha (1840-1901) | Vitória Princesa Real Imperatriz da Alemanha (1840-1901) | Vitória Princesa Real Imperatriz da Alemanha (1840-1901) | Vitória Princesa Real Imperatriz da Alemanha (1840-1901) |  |  |                        |                        |                        |                        |                        |                        |  |  | Alice Grã-Duquesa de Hesse (1843-1878) | Alice Grã-Duquesa de Hesse (1843-1878) | Alice Grã-Duquesa de Hesse (1843-1878) | Alice Grã-Duquesa de Hesse (1843-1878) | Alice Grã-Duquesa de Hesse (1843-1878) | Alice Grã-Duquesa de Hesse (1843-1878) |  |  | Alfredo Duque de Saxe-Coburgo-Gota (1844-1900) | Alfredo Duque de Saxe-Coburgo-Gota (1844-1900) | Alfredo Duque de Saxe-Coburgo-Gota (1844-1900) | Alfredo Duque de Saxe-Coburgo-Gota (1844-1900) | Alfredo Duque de Saxe-Coburgo-Gota (1844-1900) | Alfredo Duque de Saxe-Coburgo-Gota (1844-1900) |  |  | Beatriz Princesa de Battenberg (1857-1944) | Beatriz Princesa de Battenberg (1857-1944) | Beatriz Princesa de Battenberg (1857-1944) | Beatriz Princesa de Battenberg (1857-1944) | Beatriz Princesa de Battenberg (1857-1944) | Beatriz Princesa de Battenberg (1857-1944) |  |  |  |  |  |  |  |  |  |  |  |  |
| Dagmar da Dinamarca (1947-1928) | Dagmar da Dinamarca (1947-1928) | Dagmar da Dinamarca (1947-1928) | Dagmar da Dinamarca (1947-1928) | Dagmar da Dinamarca (1947-1928) | Dagmar da Dinamarca (1947-1928) |  |  | Jorge I da Grécia (1845-1913) | Jorge I da Grécia (1845-1913) | Jorge I da Grécia (1845-1913) | Jorge I da Grécia (1845-1913) | Jorge I da Grécia (1845-1913) | Jorge I da Grécia (1845-1913) |  |  | Frederico VIII da Dinamarca (1843-1912) | Frederico VIII da Dinamarca (1843-1912) | Frederico VIII da Dinamarca (1843-1912) | Frederico VIII da Dinamarca (1843-1912) | Frederico VIII da Dinamarca (1843-1912) | Frederico VIII da Dinamarca (1843-1912) |  |  |                       |                       |                       |                       |                       |                       |  |  | Alexandra da Dinamarca (1844-1925) | Alexandra da Dinamarca (1844-1925) | Alexandra da Dinamarca (1844-1925) | Alexandra da Dinamarca (1844-1925) | Alexandra da Dinamarca (1844-1925) | Alexandra da Dinamarca (1844-1925) |  |  | Eduardo VII do Reino Unido (1841-1910) | Eduardo VII do Reino Unido (1841-1910) | Eduardo VII do Reino Unido (1841-1910) | Eduardo VII do Reino Unido (1841-1910) | Eduardo VII do Reino Unido (1841-1910) | Eduardo VII do Reino Unido (1841-1910) |  |  | Vitória Princesa Real Imperatriz da Alemanha (1840-1901) | Vitória Princesa Real Imperatriz da Alemanha (1840-1901) | Vitória Princesa Real Imperatriz da Alemanha (1840-1901) | Vitória Princesa Real Imperatriz da Alemanha (1840-1901) | Vitória Princesa Real Imperatriz da Alemanha (1840-1901) | Vitória Princesa Real Imperatriz da Alemanha (1840-1901) |  |  |                        |                        |                        |                        |                        |                        |  |  | Alice Grã-Duquesa de Hesse (1843-1878) | Alice Grã-Duquesa de Hesse (1843-1878) | Alice Grã-Duquesa de Hesse (1843-1878) | Alice Grã-Duquesa de Hesse (1843-1878) | Alice Grã-Duquesa de Hesse (1843-1878) | Alice Grã-Duquesa de Hesse (1843-1878) |  |  | Alfredo Duque de Saxe-Coburgo-Gota (1844-1900) | Alfredo Duque de Saxe-Coburgo-Gota (1844-1900) | Alfredo Duque de Saxe-Coburgo-Gota (1844-1900) | Alfredo Duque de Saxe-Coburgo-Gota (1844-1900) | Alfredo Duque de Saxe-Coburgo-Gota (1844-1900) | Alfredo Duque de Saxe-Coburgo-Gota (1844-1900) |  |  | Beatriz Princesa de Battenberg (1857-1944) | Beatriz Princesa de Battenberg (1857-1944) | Beatriz Princesa de Battenberg (1857-1944) | Beatriz Princesa de Battenberg (1857-1944) | Beatriz Princesa de Battenberg (1857-1944) | Beatriz Princesa de Battenberg (1857-1944) |  |  |  |  |  |  |  |  |  |  |  |  |
| |                                 |                                 |                                 |                                 |                                 |  |  |                               |                               |                               |                               |                               |                               |  |  |                                         |                                         |                                         |                                         |                                         |                                         |  |  |                       |                       |                       |                       |                       |                       |  |  |                                    |                                    |                                    |                                    |                                    |                                    |  |  |                                        |                                        |                                        |                                        |                                        |                                        |  |  |                                                          |                                                          |                                                          |                                                          |                                                          |                                                          |  |  |                        |                        |                        |                        |                        |                        |  |  |                                        |                                        |                                        |                                        |                                        |                                        |  |  |                                                |                                                |                                                |                                                |                                                |                                                |  |  |                                            |                                            |                                            |                                            |                                            |                                            |  |  |  |  |  |  |  |  |  |  |  |  |
| |                                 |                                 |                                 |                                 |                                 |  |  |                               |                               |                               |                               |                               |                               |  |  |                                         |                                         |                                         |                                         |                                         |                                         |  |  |                       |                       |                       |                       |                       |                       |  |  |                                    |                                    |                                    |                                    |                                    |                                    |  |  |                                        |                                        |                                        |                                        |                                        |                                        |  |  |                                                          |                                                          |                                                          |                                                          |                                                          |                                                          |  |  |                        |                        |                        |                        |                        |                        |  |  |                                        |                                        |                                        |                                        |                                        |                                        |  |  |                                                |                                                |                                                |                                                |                                                |                                                |  |  |                                            |                                            |                                            |                                            |                                            |                                            |  |  |  |  |  |  |  |  |  |  |  |  |
| Nicolau II da Rússia | Nicolau II da Rússia            | Nicolau II da Rússia            | Nicolau II da Rússia            | Nicolau II da Rússia            | Nicolau II da Rússia            |  |  | Constantino I da Grécia       | Constantino I da Grécia       | Constantino I da Grécia       | Constantino I da Grécia       | Constantino I da Grécia       | Constantino I da Grécia       |  |  | Cristiano X da Dinamarca                | Cristiano X da Dinamarca                | Cristiano X da Dinamarca                | Cristiano X da Dinamarca                | Cristiano X da Dinamarca                | Cristiano X da Dinamarca                |  |  | Haakon VII da Noruega | Haakon VII da Noruega | Haakon VII da Noruega | Haakon VII da Noruega | Haakon VII da Noruega | Haakon VII da Noruega |  |  | Maud Rainha da Noruega             | Maud Rainha da Noruega             | Maud Rainha da Noruega             | Maud Rainha da Noruega             | Maud Rainha da Noruega             | Maud Rainha da Noruega             |  |  | Jorge V do Reino Unido                 | Jorge V do Reino Unido                 | Jorge V do Reino Unido                 | Jorge V do Reino Unido                 | Jorge V do Reino Unido                 | Jorge V do Reino Unido                 |  |  | Guilherme II da Alemanha                                 | Guilherme II da Alemanha                                 | Guilherme II da Alemanha                                 | Guilherme II da Alemanha                                 | Guilherme II da Alemanha                                 | Guilherme II da Alemanha                                 |  |  | Sofia Rainha da Grécia | Sofia Rainha da Grécia | Sofia Rainha da Grécia | Sofia Rainha da Grécia | Sofia Rainha da Grécia | Sofia Rainha da Grécia |  |  | Alice Imperatriz da Rússia             | Alice Imperatriz da Rússia             | Alice Imperatriz da Rússia             | Alice Imperatriz da Rússia             | Alice Imperatriz da Rússia             | Alice Imperatriz da Rússia             |  |  | Maria Rainha da Romênia                        | Maria Rainha da Romênia                        | Maria Rainha da Romênia                        | Maria Rainha da Romênia                        | Maria Rainha da Romênia                        | Maria Rainha da Romênia                        |  |  | Vitória Eugénia Rainha de Espanha          | Vitória Eugénia Rainha de Espanha          | Vitória Eugénia Rainha de Espanha          | Vitória Eugénia Rainha de Espanha          | Vitória Eugénia Rainha de Espanha          | Vitória Eugénia Rainha de Espanha          |  |  |  |  |  |  |  |  |  |  |  |  |
| Nicolau II da Rússia | Nicolau II da Rússia            | Nicolau II da Rússia            | Nicolau II da Rússia            | Nicolau II da Rússia            | Nicolau II da Rússia            |  |  | Constantino I da Grécia       | Constantino I da Grécia       | Constantino I da Grécia       | Constantino I da Grécia       | Constantino I da Grécia       | Constantino I da Grécia       |  |  | Cristiano X da Dinamarca                | Cristiano X da Dinamarca                | Cristiano X da Dinamarca                | Cristiano X da Dinamarca                | Cristiano X da Dinamarca                | Cristiano X da Dinamarca                |  |  | Haakon VII da Noruega | Haakon VII da Noruega | Haakon VII da Noruega | Haakon VII da Noruega | Haakon VII da Noruega | Haakon VII da Noruega |  |  | Maud Rainha da Noruega             | Maud Rainha da Noruega             | Maud Rainha da Noruega             | Maud Rainha da Noruega             | Maud Rainha da Noruega             | Maud Rainha da Noruega             |  |  | Jorge V do Reino Unido                 | Jorge V do Reino Unido                 | Jorge V do Reino Unido                 | Jorge V do Reino Unido                 | Jorge V do Reino Unido                 | Jorge V do Reino Unido                 |  |  | Guilherme II da Alemanha                                 | Guilherme II da Alemanha                                 | Guilherme II da Alemanha                                 | Guilherme II da Alemanha                                 | Guilherme II da Alemanha                                 | Guilherme II da Alemanha                                 |  |  | Sofia Rainha da Grécia | Sofia Rainha da Grécia | Sofia Rainha da Grécia | Sofia Rainha da Grécia | Sofia Rainha da Grécia | Sofia Rainha da Grécia |  |  | Alice Imperatriz da Rússia             | Alice Imperatriz da Rússia             | Alice Imperatriz da Rússia             | Alice Imperatriz da Rússia             | Alice Imperatriz da Rússia             | Alice Imperatriz da Rússia             |  |  | Maria Rainha da Romênia                        | Maria Rainha da Romênia                        | Maria Rainha da Romênia                        | Maria Rainha da Romênia                        | Maria Rainha da Romênia                        | Maria Rainha da Romênia                        |  |  | Vitória Eugénia Rainha de Espanha          | Vitória Eugénia Rainha de Espanha          | Vitória Eugénia Rainha de Espanha          | Vitória Eugénia Rainha de Espanha          | Vitória Eugénia Rainha de Espanha          | Vitória Eugénia Rainha de Espanha          |  |  |  |  |  |  |  |  |  |  |  |  |
| |                                 |                                 |                                 |                                 |                                 |  |  |                               |                               |                               |                               |                               |                               |  |  |                                         |                                         |                                         |                                         |                                         |                                         |  |  |                       |                       |                       |                       |                       |                       |  |  |                                    |                                    |                                    |                                    |                                    |                                    |  |  |                                        |                                        |                                        |                                        |                                        |                                        |  |  |                                                          |                                                          |                                                          |                                                          |                                                          |                                                          |  |  |                        |                        |                        |                        |                        |                        |  |  |                                        |                                        |                                        |                                        |                                        |                                        |  |  |                                                |                                                |                                                |                                                |                                                |                                                |  |  |                                            |                                            |                                            |                                            |                                            |                                            |  |  |  |  |  |  |  |  |  |  |  |  |
| |                                 |                                 |                                 |                                 |                                 |  |  |                               |                               |                               |                               |                               |                               |  |  |                                         |                                         |                                         |                                         |                                         |                                         |  |  |                       |                       |                       |                       |                       |                       |  |  |                                    |                                    |                                    |                                    |                                    |                                    |  |  |                                        |                                        |                                        |                                        |                                        |                                        |  |  |                                                          |                                                          |                                                          |                                                          |                                                          |                                                          |  |  |                        |                        |                        |                        |                        |                        |  |  |                                        |                                        |                                        |                                        |                                        |                                        |  |  |                                                |                                                |                                                |                                                |                                                |                                                |  |  |                                            |                                            |                                            |                                            |                                            |                                            |  |  |  |  |  |  |  |  |  |  |  |  |
| |                                 |                                 |                                 |                                 |                                 |  |  |                               |                               |                               |                               |                               |                               |  |  |                                         |                                         |                                         |                                         |                                         |                                         |  |  |                       |                       |                       |                       |                       |                       |  |  |                                    |                                    |                                    |                                    |                                    |                                    |  |  |                                        |                                        |                                        |                                        |                                        |                                        |  |  |                                                          |                                                          |                                                          |                                                          |                                                          |                                                          |  |  |                        |                        |                        |                        |                        |                        |  |  |                                        |                                        |                                        |                                        |                                        |                                        |  |  |                                                |                                                |                                                |                                                |                                                |                                                |  |  |                                            |                                            |                                            |                                            |                                            |                                            |  |  |  |  |  |  |  |  |  |  |  |  |
| |                                 |                                 |                                 |                                 |                                 |  |  |                               |                               |                               |                               |                               |                               |  |  |                                         |                                         |                                         |                                         |                                         |                                         |  |  |                       |                       |                       |                       |                       |                       |  |  |                                    |                                    |                                    |                                    |                                    |                                    |  |  |                                        |                                        |                                        |                                        |                                        |                                        |  |  |                                                          |                                                          |                                                          |                                                          |                                                          |                                                          |  |  |                        |                        |                        |                        |                        |                        |  |  |                                        |                                        |                                        |                                        |                                        |                                        |  |  |                                                |                                                |                                                |                                                |                                                |                                                |  |  |                                            |                                            |                                            |                                            |                                            |                                            |  |  |  |  |  |  |  |  |  |  |  |  |
| |                                 |                                 |                                 |                                 |                                 |  |  |                               |                               |                               |                               |                               |                               |  |  |                                         |                                         |                                         |                                         |                                         |                                         |  |  |                       |                       |                       |                       |                       |                       |  |  |                                    |                                    |                                    |                                    |                                    |                                    |  |  |                                        |                                        |                                        |                                        |                                        |                                        |  |  |                                                          |                                                          |                                                          |                                                          |                                                          |                                                          |  |  |                        |                        |                        |                        |                        |                        |  |  |                                        |                                        |                                        |                                        |                                        |                                        |  |  |                                                |                                                |                                                |                                                |                                                |                                                |  |  |                                            |                                            |                                            |                                            |                                            |                                            |  |  |  |  |  |  |  |  |  |  |  |  |

## Descendentes reinantes atuais
| - Vitória do Reino Unido (1819-1901) e Alberto, Príncipe Consorte (1819-1861) - Eduardo VII do Reino Unido (1841-1910) - Jorge V do Reino Unido (1865-1936) - Jorge VI do Reino Unido (1895-1952) - Isabel II do Reino Unido (1926-2022) - Carlos III do Reino Unido (1948-) - (1) Guilherme, Príncipe de Gales (n. 1982) - (2) Jorge de Gales (n. 2013) - Maud, Rainha Consorte da Noruega (1869-1938) - Olavo V da Noruega (1903-1991) - Haroldo V da Noruega (1937-) - (1) Haakon, Príncipe Herdeiro da Noruega (n. 1973) - (2) Princesa Ingrid Alexandra (n. 2004) - Artur, Duque de Connaught e Strathearn (1841-1942) - Margarida, Princesa Herdeira da Suécia (1882-1920) - Gustavo Adolfo, Duque da Bótnia Ocidental (1906-1947) - Carlos XVI Gustavo da Suécia (1946-) - (1) Princesa Vitória, Princesa Herdeira da Suécia (n. 1977) - (2) Princesa Estela, Duquesa da Gotalândia Oriental (n. 2012) - Ingrid, Rainha Consorte da Dinamarca (1910-2000) - Margarida II da Dinamarca (1940-) - Frederico X da Dinamarca (1968-) - (1) Príncipe Cristiano (2005-) - Beatriz, Princesa de Battenberg (1857-1944) - Vitória Eugénia, Rainha Consorte da Espanha (1887-1969) - João, Conde de Barcelona (1913-1993) - Juan Carlos da Espanha (1938-) - Filipe VI de Espanha (1968-) - (1) Leonor, Princesa das Astúrias (n. 2005) | - Cristiano IX da Dinamarca (1818-1906) e Luísa, Rainha Consorte da Dinamarca (1817-1898) - Frederico VIII da Dinamarca (1843-1912) - Cristiano X da Dinamarca (1870-1947) - Frederico IX da Dinamarca (1899-1972) - Margarida II da Dinamarca (1940-) - Frederico X da Dinamarca (1968-) - (1) Príncipe Cristiano (2005-) - Ingeborg, Duquesa da Gotalândia Ocidental (1878-1958) - Astrid, Rainha dos Belgas (1905-1935) - Josefina, Grã-Duquesa Consorte de Luxemburgo (1927-2005) - Henrique, Grão-Duque de Luxemburgo (1955-) - (1) Príncipe Guilherme, Grão-Duque Herdeiro de Luxemburgo (n. 1981) - (2) Príncipe Carlos de Luxemburgo (n. 2020) - Alberto II da Bélgica (1934-) - Filipe da Bélgica (1960-) - (1) Isabel, Duquesa de Brabante (n. 2001) - Jorge I da Grécia (1845-1913) - Constantino I da Grécia (1868-1923) - Paulo da Grécia (1901-1964) - Sofia, Rainha Consorte de Espanha (1938-) - Filipe VI de Espanha (1968-) - (1) Leonor, Princesa das Astúrias (n. 2005) - André da Grécia e Dinamarca (1882-1944) - Filipe, Duque de Edimburgo (1921-2021) - Carlos III do Reino Unido (1948-) - (1) Guilherme, Príncipe de Gales (n. 1982) - (2) Jorge de Gales (n. 2013) |

As uniões sucessivas entre os descendentes de Vitória e de Cristiano IX não foram interrompidas pelo curso da Primeira Guerra Mundial, apesar da queda do Império Alemão e do Império Russo (juntamente com a Casa de Habsburgo na Áustria-Hungria). Contudo, a maior parte dos monarcas reinantes europeus da atualidade possuem laços de parentesco mais próximos por meio de sua descendência de Vitória, de Cristiano IX ou de ambos.
Carlos III do Reino Unido, Haroldo V da Noruega, Margarida II da Dinamarca e Filipe VI de Espanha são todos descendentes de Vitória e de Cristiano IX simultaneamente. Os dois primeiros monarcas são descendentes da já mencionada união entre Alexandra da Dinamarca (filha de Cristiano IX) e Eduardo VII (filho de Vitória). Haroldo V é, na verdade, descendente de Cristiano IX por três linhagens diferentes, tanto materna quanto paterna. Margarida II descende de Vitória e de Cristiano IX unicamente por linhagem paterna, sendo também prima em primeiro grau de Carlos XVI Gustavo da Suécia através de Margarida de Connaught (neta de Vitória). Filipe VI é descendente de Vitória através de três linhagens e de Cristiano IX por duas linhagens. Seu pai, Juan Carlos I, é descendente de Vitória e não de Cristiano IX enquanto sua mãe, Sofia, é duas vezes descendente de Vitória e duas vezes tataraneta de Cristiano IX. Carlos III é descendente de Cristiano IX e de Vitória por duas vias já que seus pais, Isabel II e Filipe, Duque de Edimburgo, eram descendentes de ambos os monarcas.
Carlos XVI Gustavo é duplamente descendente de Vitória, pois seus pais eram primos de segundo grau porque ambos e bisnetos da monarca britânica. Além disso, Carlos XVI Gustavo também possui ascendência matrilinear de Teodora de Leiningen, meia-irmã de Vitória. Apesar de não ser um descendente direto de Cristiano IX, o monarca sueco descende matrilenearmente de Frederico, Duque de Eslésvico-Holsácia.
Por outro lado, Filipe da Bélgica é descendente de Cristiano IX e não da Rainha Vitória, embora seja descendente direto de Leopoldo I da Bélgica (tio materno de Vitória e de seu consorte, o Príncipe Alberto de Saxe). Alberto II da Bélgica, pai de Filipe I, é primo em primeiro grau de Haraldo V da Noruega através de seu avô, Carlos, Duque da Gotalândia Ocidental, casado com Ingeborg da Dinamarca, neta de Cristiano IX.
| Descendente | Descendente                       | Nascimento | Ascendência         | Casa real         | Casamento e descendência                 |
| ----------- | --------------------------------- | --- | ------------------- | ----------------- | ---------------------------------------- |
|             | Haroldo V Rei da Noruega          | 21 de fevereiro de 1937 Skaugumfilho de Olavo V e Marta da Suécia                                                        | VitóriaCristiano IX | Glücksburgo       | Sônia da Noruega 1968 2 filhos           |
|             | Frederico X Rei da Dinamarca      | 26 de maio de 1968 Palácio de Amalienborgfilho de Margarida II e Henrique de Laborde de Monpezat                         | VitóriaCristiano IX | Glücksburgo       | Maria da Dinamarca 2004 4 filhos         |
|             | Carlos XVI Gustavo Rei da Suécia  | 30 de abril de 1946 Palácio de Hagafilho de Gustavo Adolfo e Sibila de Saxe                                              | Vitória             | Bernadotte        | Sílvia da Suécia 1976 3 filhos           |
|             | Carlos III Rei do Reino Unido     | 14 de novembro de 1948 Palácio de Buckinghamfilho de Isabel II e Filipe, Duque de Edimburgo                              | VitóriaCristiano IX | Windsor           | Diana, Princesa de Gales 1981 2 filhos   |
|             | Filipe Rei dos Belgas             | 15 de abril de 1960 Castelo de Belvederefilho de Alberto II e Paula da Bélgica                                           | Cristiano IX        | Saxe-Coburgo-Gota | Matilde da Bélgica 1999 4 filhos         |
|             | Filipe VI Rei de Espanha          | 30 de janeiro de 1968 Madridfilho de Juan Carlos I e Sofia da Grécia                                                     | VitóriaCristiano IX | Bourbon           | Letícia da Espanha 2004 2 filhos         |
|             | Henrique grão-duque de Luxemburgo | 16 de abril de 1955 Castelo de Betzdorf, Luxemburgofilho de João, Grão-Duque de Luxemburgo e Josefina Carlota da Bélgica | VitóriaCristiano IX | Nassau-Weilburg   | Maria Teresa de Luxemburgo 1981 5 filhos |

## Ascendência comum
Como diversos monarcas descendem da Rainha Vitória e de Cristiano IX da Dinamarca, a relação e parentesco entre esses dois monarcas é de objeto de diversos estudos. Ambos os monarcas eram primos de terceiro grau por meio de sua descendência mútua do rei Jorge II da Grã-Bretanha. Essa relação ocorre duas vezes porque os avós maternos de Cristiano IX, Carlos de Hesse-Cassel (1744–1836) e Luísa da Dinamarca (1750–1831), eram ambos filhos das filhas do rei Jorge II (1660-1727) e, portanto, primos em primeiro grau. Luísa de Hesse-Cassel, consorte de Cristiano IX, era neta de Frederico III de Hesse-Cassel (1747–1837), irmão do já mencionado Carlos de Hesse-Kassel.
Desta forma, Cristiano IX e sua consorte Luísa de Hesse-Kassel eram primos em segundo e terceiro graus e primos em terceiro grau da Rainha Vitória.
| \| \| \| \| \| \| \| \| \| \| \| \| \| Jorge II da Grã-Bretanha \| \| \| \| \| \| \| \| \| \| \| \| \| \| \| \| \| \| \| \| \| \| \| \| \| \| \| \| \| \| \| \| \| \| \| \| \| \| \| \| \| \| \| \| \| \| \| \| \| \| \| \| \| \| \| \| \| \| \| \| \| \| \| \| \| \| \| \| \| \| \| \| \| \| \| \| \| \| \| \| \| \| \| \| \| \| \| \| \| \| \| \| \| \| \| \| \| \| \| \| \| \| \| \| \| \| \| \| \| \| \| \| \| \| \| \| \| \| \| \| \| \| \| \| \| \| \| \| \| \| \| \| \| \| \| Frederico, Príncipe de Gales \| Frederico, Príncipe de Gales \| Frederico, Príncipe de Gales \| Frederico, Príncipe de Gales \| Frederico, Príncipe de Gales \| Frederico, Príncipe de Gales \| \| \| \| \| \| \| Maria da Grã-Bretanha \| Maria da Grã-Bretanha \| Maria da Grã-Bretanha \| Maria da Grã-Bretanha \| Maria da Grã-Bretanha \| Maria da Grã-Bretanha \| \| \| \| \| \| \| Luísa da Grã-Bretanha \| Luísa da Grã-Bretanha \| Luísa da Grã-Bretanha \| Luísa da Grã-Bretanha \| Luísa da Grã-Bretanha \| Luísa da Grã-Bretanha \| \| \| \| \| \| \| \| \| \| \| \| \| \| \| \| \| \| \| \| Frederico, Príncipe de Gales \| Frederico, Príncipe de Gales \| Frederico, Príncipe de Gales \| Frederico, Príncipe de Gales \| Frederico, Príncipe de Gales \| Frederico, Príncipe de Gales \| \| \| \| \| \| \| Maria da Grã-Bretanha \| Maria da Grã-Bretanha \| Maria da Grã-Bretanha \| Maria da Grã-Bretanha \| Maria da Grã-Bretanha \| Maria da Grã-Bretanha \| \| \| \| \| \| \| Luísa da Grã-Bretanha \| Luísa da Grã-Bretanha \| Luísa da Grã-Bretanha \| Luísa da Grã-Bretanha \| Luísa da Grã-Bretanha \| Luísa da Grã-Bretanha \| \| \| \| \| \| \| \| \| \| \| \| \| \| \| \| \| \| \| \| \| \| \| \| \| \| \| \| \| \| \| \| \| \| \| \| \| \| \| \| \| \| \| \| \| \| \| \| \| \| \| \| \| \| \| \| \| \| \| \| \| \| \| \| \| \| \| \| \| Jorge III do Reino Unido \| Jorge III do Reino Unido \| Jorge III do Reino Unido \| Jorge III do Reino Unido \| Jorge III do Reino Unido \| Jorge III do Reino Unido \| \| \| Frederico III de Hesse-Cassel \| Frederico III de Hesse-Cassel \| Frederico III de Hesse-Cassel \| Frederico III de Hesse-Cassel \| Frederico III de Hesse-Cassel \| Frederico III de Hesse-Cassel \| \| \| Carlos de Hesse-Cassel \| Carlos de Hesse-Cassel \| Carlos de Hesse-Cassel \| Carlos de Hesse-Cassel \| Carlos de Hesse-Cassel \| Carlos de Hesse-Cassel \| \| \| Luísa da Dinamarca \| Luísa da Dinamarca \| Luísa da Dinamarca \| Luísa da Dinamarca \| Luísa da Dinamarca \| Luísa da Dinamarca \| \| \| \| \| \| \| \| \| \| \| \| \| \| \| \| \| \| \| \| Jorge III do Reino Unido \| Jorge III do Reino Unido \| Jorge III do Reino Unido \| Jorge III do Reino Unido \| Jorge III do Reino Unido \| Jorge III do Reino Unido \| \| \| Frederico III de Hesse-Cassel \| Frederico III de Hesse-Cassel \| Frederico III de Hesse-Cassel \| Frederico III de Hesse-Cassel \| Frederico III de Hesse-Cassel \| Frederico III de Hesse-Cassel \| \| \| Carlos de Hesse-Cassel \| Carlos de Hesse-Cassel \| Carlos de Hesse-Cassel \| Carlos de Hesse-Cassel \| Carlos de Hesse-Cassel \| Carlos de Hesse-Cassel \| \| \| Luísa da Dinamarca \| Luísa da Dinamarca \| Luísa da Dinamarca \| Luísa da Dinamarca \| Luísa da Dinamarca \| Luísa da Dinamarca \| \| \| \| \| \| \| \| \| \| \| \| \| \| \| \| \| \| \| \| \| \| \| \| \| \| \| \| \| \| \| \| \| \| \| \| \| \| \| \| \| \| \| \| \| \| \| \| \| \| \| \| \| \| \| \| \| \| \| \| \| \| \| \| \| \| \| \| \| \| \| \| \| \| \| \| \| \| \| \| \| \| \| \| \| \| \| \| \| \| \| \| \| \| \| \| \| \| \| \| \| \| \| \| \| \| \| \| \| \| \| \| \| \| \| \| \| \| Eduardo, Duque de Kent e Strathearn \| Eduardo, Duque de Kent e Strathearn \| Eduardo, Duque de Kent e Strathearn \| Eduardo, Duque de Kent e Strathearn \| Eduardo, Duque de Kent e Strathearn \| Eduardo, Duque de Kent e Strathearn \| \| \| Guilherme de Hesse-Cassel \| Guilherme de Hesse-Cassel \| Guilherme de Hesse-Cassel \| Guilherme de Hesse-Cassel \| Guilherme de Hesse-Cassel \| Guilherme de Hesse-Cassel \| \| \| Luísa Carolina de Hesse-Cassel \| Luísa Carolina de Hesse-Cassel \| Luísa Carolina de Hesse-Cassel \| Luísa Carolina de Hesse-Cassel \| Luísa Carolina de Hesse-Cassel \| Luísa Carolina de Hesse-Cassel \| \| \| \| \| \| \| \| \| \| \| \| \| \| \| \| \| \| \| \| \| \| \| \| \| \| \| \| Eduardo, Duque de Kent e Strathearn \| Eduardo, Duque de Kent e Strathearn \| Eduardo, Duque de Kent e Strathearn \| Eduardo, Duque de Kent e Strathearn \| Eduardo, Duque de Kent e Strathearn \| Eduardo, Duque de Kent e Strathearn \| \| \| Guilherme de Hesse-Cassel \| Guilherme de Hesse-Cassel \| Guilherme de Hesse-Cassel \| Guilherme de Hesse-Cassel \| Guilherme de Hesse-Cassel \| Guilherme de Hesse-Cassel \| \| \| Luísa Carolina de Hesse-Cassel \| Luísa Carolina de Hesse-Cassel \| Luísa Carolina de Hesse-Cassel \| Luísa Carolina de Hesse-Cassel \| Luísa Carolina de Hesse-Cassel \| Luísa Carolina de Hesse-Cassel \| \| \| \| \| \| \| \| \| \| \| \| \| \| \| \| \| \| \| \| \| \| \| \| \| \| \| \| Vitória do Reino Unido \| Vitória do Reino Unido \| Vitória do Reino Unido \| Vitória do Reino Unido \| Vitória do Reino Unido \| Vitória do Reino Unido \| \| \| Luísa de Hesse-Cassel \| Luísa de Hesse-Cassel \| Luísa de Hesse-Cassel \| Luísa de Hesse-Cassel \| Luísa de Hesse-Cassel \| Luísa de Hesse-Cassel \| \| \| Cristiano IX da Dinamarca \| Cristiano IX da Dinamarca \| Cristiano IX da Dinamarca \| Cristiano IX da Dinamarca \| Cristiano IX da Dinamarca \| Cristiano IX da Dinamarca \| \| \| \| \| \| \| \| \| \| \| \| \| \| \| \| \| \| \| \| \| \| \| \| \| \| \| \| Vitória do Reino Unido \| Vitória do Reino Unido \| Vitória do Reino Unido \| Vitória do Reino Unido \| Vitória do Reino Unido \| Vitória do Reino Unido \| \| \| Luísa de Hesse-Cassel \| Luísa de Hesse-Cassel \| Luísa de Hesse-Cassel \| Luísa de Hesse-Cassel \| Luísa de Hesse-Cassel \| Luísa de Hesse-Cassel \| \| \| Cristiano IX da Dinamarca \| Cristiano IX da Dinamarca \| Cristiano IX da Dinamarca \| Cristiano IX da Dinamarca \| Cristiano IX da Dinamarca \| Cristiano IX da Dinamarca \| \| \| \| \| \| \| \| \| \| \| \| \| \| \| \| \| \| \| \| \| \| \| \| \| \| \| |                                     |                                     |                                     |                                     |                                     |  |  |                               |                               |                               |                               |                               |                               |                       |                       |                                |                                |                                |                                |                                |                                |  |  |                       |                       |                       |                       |                       |                       |  |  |  |  |  |  |  |  |  |  |  |  |  |  |  |  |  |  |
| |                                     |                                     |                                     |                                     |                                     |  |  |                               |                               |                               |                               | Jorge II da Grã-Bretanha      |                               |                       |                       |                                |                                |                                |                                |                                |                                |  |  |                       |                       |                       |                       |                       |                       |  |  |  |  |  |  |  |  |  |  |  |  |  |  |  |  |  |  |
| |                                     |                                     |                                     |                                     |                                     |  |  |                               |                               |                               |                               |                               |                               |                       |                       |                                |                                |                                |                                |                                |                                |  |  |                       |                       |                       |                       |                       |                       |  |  |  |  |  |  |  |  |  |  |  |  |  |  |  |  |  |  |
| |                                     |                                     |                                     |                                     |                                     |  |  |                               |                               |                               |                               |                               |                               |                       |                       |                                |                                |                                |                                |                                |                                |  |  |                       |                       |                       |                       |                       |                       |  |  |  |  |  |  |  |  |  |  |  |  |  |  |  |  |  |  |
| Frederico, Príncipe de Gales | Frederico, Príncipe de Gales        | Frederico, Príncipe de Gales        | Frederico, Príncipe de Gales        | Frederico, Príncipe de Gales        | Frederico, Príncipe de Gales        |  |  |                               |                               |                               |                               | Maria da Grã-Bretanha         | Maria da Grã-Bretanha         | Maria da Grã-Bretanha | Maria da Grã-Bretanha | Maria da Grã-Bretanha          | Maria da Grã-Bretanha          |                                |                                |                                |                                |  |  | Luísa da Grã-Bretanha | Luísa da Grã-Bretanha | Luísa da Grã-Bretanha | Luísa da Grã-Bretanha | Luísa da Grã-Bretanha | Luísa da Grã-Bretanha |  |  |  |  |  |  |  |  |  |  |  |  |  |  |  |  |  |  |
| Frederico, Príncipe de Gales | Frederico, Príncipe de Gales        | Frederico, Príncipe de Gales        | Frederico, Príncipe de Gales        | Frederico, Príncipe de Gales        | Frederico, Príncipe de Gales        |  |  |                               |                               |                               |                               | Maria da Grã-Bretanha         | Maria da Grã-Bretanha         | Maria da Grã-Bretanha | Maria da Grã-Bretanha | Maria da Grã-Bretanha          | Maria da Grã-Bretanha          |                                |                                |                                |                                |  |  | Luísa da Grã-Bretanha | Luísa da Grã-Bretanha | Luísa da Grã-Bretanha | Luísa da Grã-Bretanha | Luísa da Grã-Bretanha | Luísa da Grã-Bretanha |  |  |  |  |  |  |  |  |  |  |  |  |  |  |  |  |  |  |
| |                                     |                                     |                                     |                                     |                                     |  |  |                               |                               |                               |                               |                               |                               |                       |                       |                                |                                |                                |                                |                                |                                |  |  |                       |                       |                       |                       |                       |                       |  |  |  |  |  |  |  |  |  |  |  |  |  |  |  |  |  |  |
| Jorge III do Reino Unido | Jorge III do Reino Unido            | Jorge III do Reino Unido            | Jorge III do Reino Unido            | Jorge III do Reino Unido            | Jorge III do Reino Unido            |  |  | Frederico III de Hesse-Cassel | Frederico III de Hesse-Cassel | Frederico III de Hesse-Cassel | Frederico III de Hesse-Cassel | Frederico III de Hesse-Cassel | Frederico III de Hesse-Cassel |                       |                       | Carlos de Hesse-Cassel         | Carlos de Hesse-Cassel         | Carlos de Hesse-Cassel         | Carlos de Hesse-Cassel         | Carlos de Hesse-Cassel         | Carlos de Hesse-Cassel         |  |  | Luísa da Dinamarca    | Luísa da Dinamarca    | Luísa da Dinamarca    | Luísa da Dinamarca    | Luísa da Dinamarca    | Luísa da Dinamarca    |  |  |  |  |  |  |  |  |  |  |  |  |  |  |  |  |  |  |
| Jorge III do Reino Unido | Jorge III do Reino Unido            | Jorge III do Reino Unido            | Jorge III do Reino Unido            | Jorge III do Reino Unido            | Jorge III do Reino Unido            |  |  | Frederico III de Hesse-Cassel | Frederico III de Hesse-Cassel | Frederico III de Hesse-Cassel | Frederico III de Hesse-Cassel | Frederico III de Hesse-Cassel | Frederico III de Hesse-Cassel |                       |                       | Carlos de Hesse-Cassel         | Carlos de Hesse-Cassel         | Carlos de Hesse-Cassel         | Carlos de Hesse-Cassel         | Carlos de Hesse-Cassel         | Carlos de Hesse-Cassel         |  |  | Luísa da Dinamarca    | Luísa da Dinamarca    | Luísa da Dinamarca    | Luísa da Dinamarca    | Luísa da Dinamarca    | Luísa da Dinamarca    |  |  |  |  |  |  |  |  |  |  |  |  |  |  |  |  |  |  |
| |                                     |                                     |                                     |                                     |                                     |  |  |                               |                               |                               |                               |                               |                               |                       |                       |                                |                                |                                |                                |                                |                                |  |  |                       |                       |                       |                       |                       |                       |  |  |  |  |  |  |  |  |  |  |  |  |  |  |  |  |  |  |
| |                                     |                                     |                                     |                                     |                                     |  |  |                               |                               |                               |                               |                               |                               |                       |                       |                                |                                |                                |                                |                                |                                |  |  |                       |                       |                       |                       |                       |                       |  |  |  |  |  |  |  |  |  |  |  |  |  |  |  |  |  |  |
| Eduardo, Duque de Kent e Strathearn | Eduardo, Duque de Kent e Strathearn | Eduardo, Duque de Kent e Strathearn | Eduardo, Duque de Kent e Strathearn | Eduardo, Duque de Kent e Strathearn | Eduardo, Duque de Kent e Strathearn |  |  | Guilherme de Hesse-Cassel     | Guilherme de Hesse-Cassel     | Guilherme de Hesse-Cassel     | Guilherme de Hesse-Cassel     | Guilherme de Hesse-Cassel     | Guilherme de Hesse-Cassel     |                       |                       | Luísa Carolina de Hesse-Cassel | Luísa Carolina de Hesse-Cassel | Luísa Carolina de Hesse-Cassel | Luísa Carolina de Hesse-Cassel | Luísa Carolina de Hesse-Cassel | Luísa Carolina de Hesse-Cassel |  |  |                       |                       |                       |                       |                       |                       |  |  |  |  |  |  |  |  |  |  |  |  |  |  |  |  |  |  |
| Eduardo, Duque de Kent e Strathearn | Eduardo, Duque de Kent e Strathearn | Eduardo, Duque de Kent e Strathearn | Eduardo, Duque de Kent e Strathearn | Eduardo, Duque de Kent e Strathearn | Eduardo, Duque de Kent e Strathearn |  |  | Guilherme de Hesse-Cassel     | Guilherme de Hesse-Cassel     | Guilherme de Hesse-Cassel     | Guilherme de Hesse-Cassel     | Guilherme de Hesse-Cassel     | Guilherme de Hesse-Cassel     |                       |                       | Luísa Carolina de Hesse-Cassel | Luísa Carolina de Hesse-Cassel | Luísa Carolina de Hesse-Cassel | Luísa Carolina de Hesse-Cassel | Luísa Carolina de Hesse-Cassel | Luísa Carolina de Hesse-Cassel |  |  |                       |                       |                       |                       |                       |                       |  |  |  |  |  |  |  |  |  |  |  |  |  |  |  |  |  |  |
| Vitória do Reino Unido | Vitória do Reino Unido              | Vitória do Reino Unido              | Vitória do Reino Unido              | Vitória do Reino Unido              | Vitória do Reino Unido              |  |  | Luísa de Hesse-Cassel         | Luísa de Hesse-Cassel         | Luísa de Hesse-Cassel         | Luísa de Hesse-Cassel         | Luísa de Hesse-Cassel         | Luísa de Hesse-Cassel         |                       |                       | Cristiano IX da Dinamarca      | Cristiano IX da Dinamarca      | Cristiano IX da Dinamarca      | Cristiano IX da Dinamarca      | Cristiano IX da Dinamarca      | Cristiano IX da Dinamarca      |  |  |                       |                       |                       |                       |                       |                       |  |  |  |  |  |  |  |  |  |  |  |  |  |  |  |  |  |  |
| Vitória do Reino Unido | Vitória do Reino Unido              | Vitória do Reino Unido              | Vitória do Reino Unido              | Vitória do Reino Unido              | Vitória do Reino Unido              |  |  | Luísa de Hesse-Cassel         | Luísa de Hesse-Cassel         | Luísa de Hesse-Cassel         | Luísa de Hesse-Cassel         | Luísa de Hesse-Cassel         | Luísa de Hesse-Cassel         |                       |                       | Cristiano IX da Dinamarca      | Cristiano IX da Dinamarca      | Cristiano IX da Dinamarca      | Cristiano IX da Dinamarca      | Cristiano IX da Dinamarca      | Cristiano IX da Dinamarca      |  |  |                       |                       |                       |                       |                       |                       |  |  |  |  |  |  |  |  |  |  |  |  |  |  |  |  |  |  |